# Attagenus hromadkai
Attagenus hromadkai  (лат.) — вид жуков-кожеедов.
Африка, эндемик Сенегала.

## Описание
Мелкие жуки с овальной формой тела, длина 2,8 мм), основная окраска коричневая. Усики 11-члениковые, покрыты желтоватыми щетинкамиПервый членик задних лапок почти в половину длину второго сегмента, булава усиков 3-члениковая. Вид был впервые описан в 2016 году чешским колеоптерологом Jiri Háva (Department of Forest Protection and Entomology, Czech University of Life Sciences, Прага, Чехия). Видовое название дано в честь энтомолога Любомира Громадки (Lubomir Hromadka, 1931—2016), крупного специалиста по жукам-стафилинидам.